# Cyrtandra sepikana
Cyrtandra sepikana är en tvåhjärtbladig växtart som beskrevs av Rudolf Schlechter. Cyrtandra sepikana ingår i släktet Cyrtandra och familjen Gesneriaceae. Inga underarter finns listade i Catalogue of Life.